# Разбейко, Роман Константинович
Роман Константинович Разбейко (род. 9 марта 1973, Ростов-на-Дону) — российский легкоатлет, специалист по многоборьям. Выступал за сборную России по лёгкой атлетике во второй половине 1990-х годов, бронзовый призёр Кубка Европы в командном зачёте, двукратный чемпион России в десятиборье, участник летних Олимпийских игр в Сиднее. Представлял Ростовскую область. Мастер спорта России международного класса.

## Биография
Роман Разбейко родился 9 марта 1973 года в Ростове-на-Дону.
Занимался лёгкой атлетикой под руководством своего отца К. А. Разбейко, выступал за ЦСКА, с 1995 года находился в составе российской национальной сборной. Окончил Ростовский государственный педагогический институт.
Первого серьёзного успеха на взрослом всероссийском уровне добился в сезоне 1998 года, когда на чемпионате России в Москве с результатом в 7533 очка одержал победу в программе десятиборья.
На чемпионате России 1999 года в Туле взял бронзу, уступив Сергею Никитину из Кемеровской области и Николаю Афанасьеву из Татарстана.
В 2000 году в семиборье стал бронзовым призёром на зимнем чемпионате России в Челябинске, тогда как в десятиборье победил на летнем чемпионате России в Туле. На последовавшем Кубке Европы по легкоатлетическим многоборьям в Оулу помог своим соотечественникам выиграть бронзовые медали мужского командного зачёта. Благодаря череде удачных выступлений удостоился права защищать честь страны на летних Олимпийских играх в Сиднее, однако в итоге досрочно завершил здесь выступление и не показал никакого результата.
За выдающиеся спортивные достижения удостоен почётного звания «Мастер спорта России международного класса».
Впоследствии занимался тренерской деятельностью в Ростове-на-Дону, участвовал в ветеранских соревнованиях по лёгкой атлетике. Дочь Виолетта Разбейко — так же легкоатлетка.
С 2020 года является тренером по общей физической подготовке в хоккейном клубе "Ростов"